# The Mystery Ship
The Mystery Ship è un serial del 1917 diretto da Francis Ford, Harry Harvey, Henry MacRae.

## Produzione
Il serial fu prodotto dalla Universal Film Manufacturing Company.

## Distribuzione
Distribuito dalla Universal Film Manufacturing Company, il primo episodio del serial, The Crescent Scar, uscì nelle sale il 1º dicembre 1917. In Portogallo, prese il titolo di O Navio Fantasma.

### Episodi
1. The Crescent Scar (1 dicembre 1917)
2. The Grip of Hate (8 dicembre 1917)
3. Adrift (15 dicembre 1917)
4. The Secret of the Tomb  (22 dicembre 1917)
5. The Fire God  (29 dicembre 1917)
6. Treachery  (5 gennaio 1918)
7. One Minute to Live (12 gennaio 1918)
8. Hidden Hands (19 gennaio 1918)
9. The Black Masks (26 gennaio 1918)
10. The Rescue  (2 febbraio 1918)
11. The Line of Death(9 febbraio 1918)
12. The Rain of Fire (16 febbraio 1918)
13. The Underground House (23 febbraio 1918)
14. The Masked Riders (2 marzo 1918)
15. The House of Trickery (9 marzo 1918)
16. The Forced Marriage (16 marzo 1918)
17. The Deadly Torpedo (23 marzo 1918)
18. The Fight in Mid-Air (30 marzo 1918)

In Portogallo, uscì con il titolo O Navio Fantasma.
Non si conoscono copie ancora esistenti della pellicola che viene considerata presumibilmente perduta